# Parafia Świętej Rodziny w Ostrowie Wielkopolskim
Parafia pw. Świętej Rodziny w Ostrowie Wielkopolskim – rzymskokatolicka parafia  w dekanacie Ostrów Wielkopolski I obejmująca terytorialnie fragment osiedla Pruślin. W 1993 rozpoczęto prace przy wznoszeniu murów nowego kościoła. W 1995 roku poświęcono nowy kościół i erygowano parafię. 
Przy parafii swoją działalność prowadzą: Akcja Katolicka, Rada Gospodarcza, Rodzina Żywego Różańca, Grupa Charytatywna (i Pro Familia), Wspólnota św. Józefa, Dorośli lektorzy, Grupa Biblijna, schola dziecięca „Promyki”, chór parafialny „Familia Nostra”.

## Proboszczowie
- ks. Janusz Giera (1995–2008)
- ks. Dominik Wodniczak (od 2008)